# 干珠 (練習艦)
干珠（かんじゅ、旧仮名:かんじゆ）は日本海軍の航海練習艦 (風帆練習艦)。
艦名は関門海峡東口にある干珠島にちなむ。

## 艦歴

### 建造
明治19年度計画(1886年)により小野浜造船所で建造された。
1886年 (明治19年) 9月5日起工。
1887年 (明治20年) 6月6日に小野浜造船所で建造の風帆練習艦を干珠と命名 (但し命名式までは仮称) する事が令達された。
8月18日進水、
1888年 (明治21年) 6月13日竣工。
起工日は異なるが、進水、竣工とすべて同型艦の「満珠」と同一日である。

### 竣工後
竣工後は練習艦として使用され、1890年(明治23年)8月23日に第三種に定める。日清戦争では軍港警備艦とされた。その2年後の1896年（明治29年）9月26日に「満珠」とともに除籍された。船体は横須賀海兵団付属とされ、1910年（明治43年）4月13日に売却された。

## 艦長
※『日本海軍史』第9巻・第10巻の「将官履歴」及び『官報』に基づく。
- 横尾道昱 少佐：1887年12月24日 - 1889年5月15日
- 永田賛知 少佐：1889年5月15日 - 1890年1月10日
- 迎敦忠 少佐：1890年1月10日 - 1891年6月11日
- 舟木錬太郎 少佐：1891年6月11日 - 1891年7月23日
- 外記康昌 少佐：1891年7月23日 - 1892年6月3日[18]
- 桜井規矩之左右 少佐：1892年6月3日 - 1893年5月20日
- 鹿野勇之進 少佐：1893年5月20日 - 1894年4月4日
- 藤田幸右衛門 少佐：1894年4月4日 - 1894年6月27日
- 徳久武宣 少佐：1895年8月20日 - 1895年12月27日
- 中山長明 少佐：1895年12月27日 - 1896年4月13日
- 永峰光孚 少佐：1896年4月13日 - 8月13日

## 同型艦
- 満珠 (練習艦)